# Lovisa Mulunga
Lovisa Tuyakula Mulunga, née le 18 mars 1995 à Windhoek, est une footballeuse internationale namibienne. Elle joue au poste de défenseure.

## Biographie

### Études
Lovisa Mulunga étudie l'administration des affaires à l'université de Namibie avant de poursuivre ses études aux États-Unis à l'université d'État d'Albany (en).

### Carrière en club
Lovisa Mulunga commence à jouer en club à l'âge de 11 ans à la Ivan's Touch & Go Football Club de Windhoek. Elle intègre le programme NFA Galz & Goals, un partenariat entre la Fédération de Namibie de football et l'UNICEF permettant l'éducation et l'entraînement de jeunes filles.
Après avoir joué avec les Young Beauties, elle évolue à la JS Academy où elle remporte le Championnat de Namibie en 2012 ; elle est nommée meilleure joueuse de la saison 2011-2012,. Elle est la 2e meilleure buteuse du club cette saison-là avec 18 buts inscrits en championnat.
Elle a joué pour les Albany State Golden Rams (en), le club sportif de l'université d'État d'Albany en 2019.
Elle est en 2023 la capitaine du Tura Magic Ladies FC avec lequel elle est notamment sacrée championne en 2019.

### Carrière en sélection
Elle est la capitaine de l'équipe de Namibie des moins de 17 ans puis évolue en équipe de Namibie des moins de 20 ans.
Avec l'équipe de Namibie, elle joue le Championnat d'Afrique féminin de football 2014 qui se déroule dans son pays ; les Namibiennes sont éliminées en phase de groupes. Elle fait partie du groupe namibien éliminé en phase de groupes du Championnat féminin du COSAFA 2018 (en) ; elle marque un but contre l'Eswatini, pour une victoire par 4 buts à 1.
Elle marque aussi un but lors du  Championnat féminin du COSAFA 2019, dans la victoire par 8 buts à 0 de la Namibie contre Maurice lors du dernier match de la phase de groupes.
Elle dispute le Championnat féminin du COSAFA 2021 où elle inscrit le seul but de la Namibie dans la compétition contre l'Ouganda, pour une victoire par 1 but à 0 en phase de groupes.